# エアシャカール
エアシャカール（欧字名:Air Shakur、1997年2月26日 - 2003年3月13日）は、日本の競走馬・種牡馬である。2000年の皐月賞と菊花賞を制してクラシック二冠を達成し、同年のJRA賞最優秀4歳牡馬に選出。また、東京優駿（日本ダービー）では、7cmのハナ差で逸していることから「準三冠馬」と称された。古馬となった2001年以降は勝ち星に恵まれず、9着に終わった2002年の有馬記念を最後に引退した。
1998年の優駿牝馬（オークス）2着のエアデジャヴーは半姉、2005年の秋華賞を制したエアメサイアは姪にあたる。馬名の由来は冠名の「エア」と、アメリカ合衆国のヒップホップMC俳優である2パックの本名から。

## 戦績

### 2歳 - 3歳
旧馬名はエアスクデット。デビューは1999年10月31日東京競馬場の新馬戦。新馬戦は5着に敗れるが、2戦目の未勝利戦で初勝利を挙げた。その後、ホープフルステークスを勝ち、2歳時は4戦2勝に終わったが、クラシック候補の1頭に名乗りを上げた。
年が明けて2000年、3歳になったエアシャカールは弥生賞2着を経て、皐月賞に出走。ダイタクリーヴァにクビ差で競り勝ち、GIを初制覇した。皐月賞後には、キングジョージ6世&クイーンエリザベスダイヤモンドステークスへ出走するプランが発表された。
東京優駿（日本ダービー）ではアグネスフライトの前にわずか7cmの差で2着に惜敗。ダービー後、アスコット競馬場で行われるキングジョージ6世&クイーンエリザベスダイヤモンドステークスに予定通り出走したが、モンジューの5着に敗れた。
秋は神戸新聞杯から始動したが、内に突っ込み直線で追うことも出来ない状況で3着に敗れた。騎乗していた武豊が「気性面で成長が見られない」とコメントするほどの完敗だった。しかし、本番の菊花賞では内によれる癖を出さないようにリングハミを装着し、レース中でも内ラチ沿いを走った結果、トーホウシデンをクビ差で退けて優勝。見事に皐月賞と菊花賞の二冠馬となった。
菊花賞後はジャパンカップに出走。この年G13勝を含んで6連勝中だったテイエムオペラオーとの対決が注目されたが14着と大敗した。また、このレースでは同世代のダービー馬アグネスフライト（13着）、NHKマイルC馬イーグルカフェ（15着）、オークス馬シルクプリマドンナ（16着・最下位）が揃って惨敗した。

### 4歳以降
2001年、武豊が海外へ騎乗拠点を移したため、エアシャカールの主戦は蛯名正義が務めることになった。産経大阪杯ではトーホウドリームの2着と上々の滑り出しとなるが、次走の天皇賞（春）は8着、宝塚記念も5着に敗れた。秋になると、輸送性の肺炎を患い、1度も出走できずに終わった。
5歳時、エアシャカールは産経大阪杯で復帰し2着と復調した。続く金鯱賞では武豊とのコンビが復活し1番人気となるが、ツルマルボーイの2着に敗れた。その後、宝塚記念ではダンツフレームと人気を分け合うが4着に敗れた。秋は天皇賞（秋）こそ4着となって掲示板に載ったが、ジャパンカップは12着と大敗。有馬記念も大きな活躍はなく9着に敗れ、この有馬記念を最後に引退した。

## 競走成績
以下の内容はnetkeiba.comの情報に基づく。
| 競走日     | 競馬場     | 競走名       | 格  | 距離（馬場）  | 頭 数 | 枠 番 | 馬 番 | オッズ （人気） | 着順 | タイム （上り3F） | 着差 | 騎手        | 斤量 [kg] | 1着馬（2着馬）         | 馬体重 [kg] |
| ---------- | ---------- | ------------ | --- | ------------- | ----- | ----- | ----- | --------------- | ---- | ----------------- | ---- | ----------- | --------- | ---------------------- | ----------- |
| 1999.10.31 | 東京       | 3歳新馬      |     | 芝2000m（良） | 13    | 2     | 2     | 003.40（2人）   | 05着 | R2:04.3（35.3）   | -0.6 | 0武豊       | 53        | ユーワシーザー         | 498         |
| 0000.11.21 | 京都       | 3歳未勝利    |     | 芝1600m（良） | 14    | 2     | 2     | 003.20（1人）   | 01着 | R1:36.4（36.5）   | -0.1 | 0武豊       | 54        | （エイシンモモタロー） | 502         |
| 0000.12.11 | 阪神       | 3歳500万下   |     | 芝1600m（良） | 11    | 4     | 4     | 002.90（1人）   | 02着 | R1:36.7（35.6）   | -0.1 | 0M.デムーロ | 54        | パープルエビス         | 492         |
| 0000.12.11 | 中山       | ホープフルS  | OP  | 芝2000m（良） | 13    | 3     | 4     | 002.70（1人）   | 01着 | R2:05.9（36.1）   | -0.0 | 0武豊       | 54        | （マイネルファラオ）   | 496         |
| 2000.03.03 | 中山       | 弥生賞       | GII | 芝2000m（良） | 16    | 8     | 16    | 007.30（4人）   | 02着 | R2:02.5（35.3）   | -0.2 | 0武豊       | 55        | フサイチゼノン         | 500         |
| 0000.04.16 | 中山       | 皐月賞       | GI  | 芝2000m（稍） | 18    | 8     | 16    | 003.40（2人）   | 01着 | R2:01.8（35.0）   | -0.0 | 0武豊       | 57        | （ダイタクリーヴァ）   | 492         |
| 0000.05.28 | 東京       | 東京優駿     | GI  | 芝2400m（良） | 18    | 1     | 2     | 002.00（1人）   | 02着 | R2:26.2（35.6）   | -0.0 | 0武豊       | 57        | アグネスフライト       | 494         |
| 0000.07.29 | アスコット | KGVI&QEDS    | GI  | 芝2400m（良） | 7     | 7     | 7     | 002.00（3人）   | 05着 | R2.31.3           | -1.3 | 0武豊       | 55        | Montjeu                | 計不        |
| 0000.09.24 | 阪神       | 神戸新聞杯   | GII | 芝2000m（良） | 12    | 4     | 4     | 001.70（1人）   | 03着 | R2:02.0（34.9）   | -0.4 | 0武豊       | 56        | フサイチソニック       | 500         |
| 0000.10.22 | 京都       | 菊花賞       | GI  | 芝3000m（良） | 18    | 7     | 15    | 002.80（2人）   | 01着 | R3:04.7（35.7）   | -0.0 | 0武豊       | 57        | （トーホウシデン）     | 494         |
| 0000.11.26 | 東京       | ジャパンC    | GI  | 芝2400m（良） | 16    | 5     | 9     | 009.50（3人）   | 14着 | R2:28.2（37.2）   | -2.1 | 0武豊       | 55        | テイエムオペラオー     | 480         |
| 2001.04.01 | 阪神       | 産経大阪杯   | GII | 芝2000m（良） | 14    | 3     | 3     | 012.20（4人）   | 02着 | R1:58.5（35.2）   | -0.1 | 0蛯名正義   | 59        | トーホウドリーム       | 506         |
| 0000.04.29 | 京都       | 天皇賞（春） | GI  | 芝3200m（良） | 12    | 7     | 10    | 007.20（4人）   | 08着 | R3:17.9（37.0）   | -1.7 | 0蛯名正義   | 58        | テイエムオペラオー     | 508         |
| 0000.06.24 | 阪神       | 宝塚記念     | GI  | 芝2200m（良） | 12    | 6     | 8     | 013.40（3人）   | 05着 | R2:12.3（35.3）   | -0.6 | 0蛯名正義   | 58        | メイショウドトウ       | 500         |
| 2002.03.31 | 阪神       | 産経大阪杯   | GII | 芝2000m（良） | 14    | 1     | 1     | 004.40（3人）   | 02着 | R1:59.5（35.2）   | -0.4 | 0M.デムーロ | 59        | サンライズペガサス     | 516         |
| 0000.05.25 | 中京       | 金鯱賞       | GII | 芝2000m（良） | 18    | 8     | 18    | 001.80（1人）   | 02着 | R1:58.5（35.5）   | -0.2 | 0武豊       | 59        | ツルマルボーイ         | 516         |
| 0000.06.23 | 阪神       | 宝塚記念     | GI  | 芝2200m（良） | 12    | 4     | 4     | 002.90（2人）   | 04着 | R2:13.2（35.2）   | -0.3 | 0K.デザーモ | 58        | ダンツフレーム         | 514         |
| 0000.10.27 | 中山       | 天皇賞（秋） | GI  | 芝2000m（良） | 18    | 7     | 14    | 008.60（6人）   | 04着 | R1:58.8（34.2）   | -0.3 | 0武豊       | 58        | シンボリクリスエス     | 504         |
| 0000.11.24 | 中山       | ジャパンC    | GI  | 芝2400m（良） | 16    | 8     | 16    | 019.70（7人）   | 12着 | R2:13.4（36.2）   | -1.2 | 0田中勝春   | 57        | ファルブラヴ           | 508         |
| 0000.12.22 | 中山       | 有馬記念     | GI  | 芝2500m（稍） | 14    | 3     | 4     | 021.10（7人）   | 09着 | R2:34.1（36.0）   | -1.5 | 0横山典弘   | 57        | シンボリクリスエス     | 510         |

## 引退後
競走馬を引退した後は種牡馬となりブリーダーズ・スタリオン・ステーションに繋養されていたが、引退から3か月後の2003年3月13日、放牧中の事故により左後脚を骨折し、安楽死の処置が取られた。
残された産駒は4頭（4頭共に牝馬）、その内3頭が中央競馬入りした。2006年10月24日、その残された4頭のうちの1頭、エアーミラクルがホッカイドウ競馬で勝ち鞍を挙げ、エアシャカール産駒の初勝利となり、2007年7月28日に函館競馬場で行われた未勝利戦をエアファーギーが制し産駒がJRA初勝利を挙げた。しかし中央入りした3頭はエアファーギー以外は勝利を挙げられず、4頭とも大成しないまま競走馬登録を抹消された。産駒のうちエアファーギーとマジブランシェは繁殖牝馬となったが、その産駒は牡馬に偏ったこともあり、既に血統は断絶している。

## 特徴・エピソード
- 武豊は新馬戦前の調教で騎乗した際に「これは将来絶対に重賞を勝つぐらい走る馬になるだろうと思った」と語り[8]、その雰囲気について「スペシャルウィークをこぢんまりさせた感じ」と語っていた[9]。一方で非常に気性が激しく、武はこのことについて「サンデーサイレンス産駒の悪いところが全部集まったような馬だったんです。とにかく真っ直ぐ走ってくれないし、乗りにくいことこの上ない」と評し[10]、「頭の中を見てみたい」と発言したこともあった。特に物見をする影響で、厩舎スタッフ全員で世話をすることになった。当時の厩舎制度は担当馬2頭が常識で森秀行調教師曰く「担当制をなくした」[11]と言う。今では主流となっているが、担当制廃止は当時は珍しいことだった。その甲斐があって放馬などの事故は一回もなかったという。
- デビュー当時はエアシャガールと名前を間違えられることが多かった（当初はエアスクデットという馬名で登録されたが、後にエアシャカールに変更）。

## 血統表
| エアシャカールの血統                                              | エアシャカールの血統                      | エアシャカールの血統   | （血統表の出典）       | （血統表の出典） |
| 父系                                                              | ヘイロー系                                | ヘイロー系             | ヘイロー系             | [ § 2 ]          |
| 父 *サンデーサイレンス Sunday Silence 1986 青鹿毛 アメリカ        | 父の父Halo 1969 黒鹿毛 アメリカ           | Hail to Reason 1958    | Turn-to                | Turn-to          |
| 父 *サンデーサイレンス Sunday Silence 1986 青鹿毛 アメリカ        | 父の父Halo 1969 黒鹿毛 アメリカ           | Hail to Reason 1958    | Nothirdchance          |                  |
| 父 *サンデーサイレンス Sunday Silence 1986 青鹿毛 アメリカ        | 父の父Halo 1969 黒鹿毛 アメリカ           | Cosmah 1953            | Cosmic Bomb            | Cosmic Bomb      |
| 父 *サンデーサイレンス Sunday Silence 1986 青鹿毛 アメリカ        | 父の父Halo 1969 黒鹿毛 アメリカ           | Cosmah 1953            | Almahmoud              |                  |
| 父 *サンデーサイレンス Sunday Silence 1986 青鹿毛 アメリカ        | 父の母Wishing Well 1975 鹿毛 アメリカ     | Understanding 1963     | Promised Land          | Promised Land    |
| 父 *サンデーサイレンス Sunday Silence 1986 青鹿毛 アメリカ        | 父の母Wishing Well 1975 鹿毛 アメリカ     | Understanding 1963     | Pretty Ways            |                  |
| 父 *サンデーサイレンス Sunday Silence 1986 青鹿毛 アメリカ        | 父の母Wishing Well 1975 鹿毛 アメリカ     | Mountain Flower 1964   | Montparnasse           | Montparnasse     |
| 父 *サンデーサイレンス Sunday Silence 1986 青鹿毛 アメリカ        | 父の母Wishing Well 1975 鹿毛 アメリカ     | Mountain Flower 1964   | Edelweiss              |                  |
| 母 *アイドリームドアドリーム I Dreamed a Dream 1987 鹿毛 アメリカ | 母の父Well Decorated 1978 黒鹿毛 アメリカ | Raja Baba 1968         | Bold Ruler             | Bold Ruler       |
| 母 *アイドリームドアドリーム I Dreamed a Dream 1987 鹿毛 アメリカ | 母の父Well Decorated 1978 黒鹿毛 アメリカ | Raja Baba 1968         | Missy Baba             |                  |
| 母 *アイドリームドアドリーム I Dreamed a Dream 1987 鹿毛 アメリカ | 母の父Well Decorated 1978 黒鹿毛 アメリカ | Paris Breeze 1971      | Majestic Prince        | Majestic Prince  |
| 母 *アイドリームドアドリーム I Dreamed a Dream 1987 鹿毛 アメリカ | 母の父Well Decorated 1978 黒鹿毛 アメリカ | Paris Breeze 1971      | Tobor Jet              |                  |
| 母 *アイドリームドアドリーム I Dreamed a Dream 1987 鹿毛 アメリカ | 母の母Hidden Trail 1975 鹿毛 アメリカ     | Gleaming 1968          | Herbager               | Herbager         |
| 母 *アイドリームドアドリーム I Dreamed a Dream 1987 鹿毛 アメリカ | 母の母Hidden Trail 1975 鹿毛 アメリカ     | Gleaming 1968          | A Gleam                |                  |
| 母 *アイドリームドアドリーム I Dreamed a Dream 1987 鹿毛 アメリカ | 母の母Hidden Trail 1975 鹿毛 アメリカ     | Tobacco Trail 1969     | Ribot                  | Ribot            |
| 母 *アイドリームドアドリーム I Dreamed a Dream 1987 鹿毛 アメリカ | 母の母Hidden Trail 1975 鹿毛 アメリカ     | Tobacco Trail 1969     | On the Trail           |                  |
| 母系(F-No.)                                                       | Golden Trail系(FN:4-r)                    | Golden Trail系(FN:4-r) | Golden Trail系(FN:4-r) | [ § 3 ]          |
| 5代内の近親交配                                                   | 5代内アウトブリード                       | 5代内アウトブリード    | 5代内アウトブリード    | [ § 4 ]          |
| 出典                                                              | 1. 2. 3. 4.                               | 1. 2. 3. 4.            | 1. 2. 3. 4.            | 1. 2. 3. 4.      |